# Erioptera melanderiana
Erioptera melanderiana är en tvåvingeart som beskrevs av Alexander 1946. Erioptera melanderiana ingår i släktet Erioptera och familjen småharkrankar. Inga underarter finns listade i Catalogue of Life.